# ティーニシチェ・ナド・オルリチー - メジムニェスチー線
別名ティーニシチェ・ナド・オルリチー - メジムニェスチー線（チェコ語: Železniční trať Týniště nad Orlicí – Meziměstí）は、チェコ国鉄の鉄道線の名称である。路線番号は、ヴァーツラヴィツェ以南が026、以北が027。なお本頁では、同じく026号線の一部として扱われている、ヴェルキー・オセク - ホツェニ線のティーニシチェ以南や、オポチノ・ポド・オルリツキーミ・ホラミ - ドブルシカ線についても取り扱う。
1875年から1876年にかけて、オーストリア国有鉄道の路線として開業した。オポチノ - ドブルシカ間は、1908年に帝立王立国有鉄道の路線として開業した。元々、オーストリア・チェコとポーランドのシロンスク地方を結ぶ路線として建設されたが、現在はナーホド郡内のローカル輸送が中心である。なお、2020年以前は、ティーニシチェ以南の路線番号は020で、ドブルシカ方面の支線の路線番号は028であった。

## 歴史

### 路線番号の変遷
- 2020年以前：
020　ホツェニ - ティーニシチェ
026　ティーニシチェ - ヴァーツラヴィツェ、スタルコチ - ヴァーツラヴィツェ - ブロウモフ
028　オポチノ - ドブルシカ
- 2021年以降：
026　ホツェニ - ティーニシチェ - ヴァーツラヴィツェ - ナーホド、オポチノ - ドブルシカ
027　スタルコチ - ヴァーツラヴィツェ - ナーホド - ブロウモフ

## 運行形態[3]

### 快速「スピェシニー(Sp)」
ヴァーツラヴィツェを境に系統が分かれる。
- ホツェニ - ティーニシチェ - ナーホド ( - フロノフ)
一日6往復、2時間間隔で運行する。2.5往復がフロノフまで直通する。チェルムナーは半数が停車する。
過去の運行形態
2019年以前は一日3往復の運行で、また一部はトルトノフやメジムニェスチー発着であった。春・夏にアドルシパフまで延伸される列車があり、この春・夏の列車にはオスタシ、スカーリの愛称名がつけられていた。また、ヴァーツラヴィツェには全列車停車していた。
2020年度に、一日5往復に増発された。春・夏を除きフロノフまで短縮された。
2022年度は、全列車ナーホドまで短縮された他、ヴァーツラヴィツェ通過の列車が設定された。
2023年度に、南行1本のみフロノフまで延長。夏以降は一日2.5往復がフロノフ発着となった。2023年度の冬・春に限り、ヴァーツラヴィツェは南行のみ停車となっていた。
2025年度より、一日6往復に増発され、2時間毎の運行となった。

- ティーニシチェ → ホツェニ
平日のみ一日1本の運行。チェルムナーにも停車する。
過去の運行形態
2019年以前は一日4.5往復の運行で、ティーニシチェ以西021号線のフラデツ方面に直通していた。早朝のホツェニ行片道1本を除き、ティーニシチェ - ホツェニ間の各駅に停車していた。
2019年末に、一日3往復（チェルムナー以南は2往復）に減便された。
2021年末に、快速運転するホツェニ行片道1本はティーニシチェ始発に短縮された。他は全て普通に格下げされた他、多くはナーホド方面に直通する様になった。

- ドブロショフ号：　フラデツ・クラーロヴェー - ヴァーツラヴィツェ - メジムニェスチー
平日のみ運行。一日1往復が運行している。ヴァーツラヴィツェ以南は033号線に直通する。
過去の運行状況
2016年末に、特急として運行を開始した。当時は週6日の運行で、上下ともメジムニェスチー発着、メトゥイェにも停車していた。ビェロヴェスは通過していた。
2019年度に限り、「フラデチャン」の愛称名であった。
2019年末に、快速に格下げとなった。平日のみの運行となり、南行のみブロウモフ始発となった他、メトゥイェは通過となった。また、ルプレフチツェ、ヒンチツェ、オリヴェチーンを通過していた。
2022年度より、北行もブロウモフ行となった。
2024年度より、北行がビェロヴェス停車となった。
2025年度より、メジムニェスチーまで運行区間が短縮となった。南行もビェロヴェス停車となった。

- フラデツ・クラーロヴェー - スタルコチ - ヴァーツラヴィツェ - ブロウモフ
2時間ヘッドで運行する。半数程度の駅に停車する。スタルコチで032号線の快速に併結され、フラデツ・クラーロヴェーまで直通する。
過去の運行状況
2019年以前は、スタルコチ発着であった。また、フロノフ停留所とブルジェゾヴァーにも停車していた他、ビェロヴェスを通過していた。ヂェドフは全列車通過であった。
2019年末に、北行に限りメトゥイェ停車、ブルジェゾヴァー通過となった。
2020年末に、032号線快速に併結される形でフラデツまで延伸となった。また、フロノフ停留所、メルイェ、ブルジェゾヴァーは全て通過となった。
2023年度より、ビェロヴェス停車となった。また、休日の北行1本に限りヂェドフ停車となった。
2024年度より、平日も含めて、北行一日1本がヂェドフ停車となった。

- スタルコチ - ヴァーツラヴィツェ - ブロウモフ
2時間ヘッドで運行する。この区間は普通列車が少ないため、一部の利用客の少ない駅のみを通過しほぼ各駅に停車する。スタルコチで032号線のプラハ方面特急と接続する。
2019年以前は、フロノフ停留所とブルジェゾヴァーを通過していた。2020,21年度は、フロノフ停留所に加え、北行はメトゥイェを、南行はブルジェゾヴァーを通過していた。

- 過去の運行系統
  - ホツェニ → ティーニシチェ → ヴァーツラヴィツェ → トルトノフ
  - ホツェニ ← ティーニシチェ ← メジムニェスチー
それぞれ片道1本ずつ運行していた。トルトノフ行の列車は、ヴァーツラヴィツェから033号線、032号線に乗り入れていた。2019年末にナーホド、フロノフ発着に変更された。
  - オスタシ号：　ホツェニ - ティーニシチェ - テプリツェ - アドルシパフ　【春・夏のみ毎日運行】
  - スカーリ号：　ホツェニ - ティーニシチェ - テプリツェ - アドルシパフ　【春・夏のみ土曜・休日運行】
2021年以前、季節限定で、平日は一日1往復、休日は一日2往復運行していた。テプリツェから047号線のアドルシパフまで直通していた。秋・冬は、ナーホド、フロノフ発着で運行していた。フロノフ以北各駅に停車していた。

### 普通（026号線）
- ホツェニ - ティーニシチェ ( - リフノフ)
概ね2時間に1本の運行。一部、ナーホド、フロノフ方面にも直通する列車もある。休日は原則021号線のリフノフ方面直通となる。
過去の運行形態
2020年以前は、大部分が021号線のフラデツ方面に直通していた。
2021年度より、平日の3割程度がナーホド、フロノフ方面に直通となった。
2022年度より、休日は原則021号線のリフノフ方面直通となった。
2025年度より、平日のほとんどの列車がティーニシチェ以南のみの運行となった。

- ティーニシチェ - ナーホド ( - フロノフ)
平日は一日8往復、休日は一日4.5往復の運行。平日の半数程度、休日の1往復がホツェニまで直通するが、021号線直通列車もある。平日のみ2往復がフロノフまで直通する。
過去の運行形態
2019年以前は、1〜4時間と間隔がばらばらで、平均2時間に1本程度の運行であった。また、多くが021号線に直通していた。
2019年末に、運行間隔が均等化され、概ね3時間に1本の本数となった。
2020年末に、021号線が削減され、半数程度がホツェニに乗り入れる様になった。
2025年度より、一日あたり平日8往復、休日4.5往復となり、平日の午前中は6時間程度間隔が空くダイヤとなった。フロノフ直通は一日2往復となった。

- (ホツェニ → ) ティーニシチェ - オポチノ - ドブルシカ　【夏季を除く平日運行】
平日のみ、一日1往復の運行。ウーイェズドとプルフーヴキを通過する。
2023年度以前は、上りのティーニシチェ行がオチェリツェを通過していた。2024年度以前は各駅停車であった。

- ドブルシカ - オポチノ - ナーホド ( → メジムニェスチー )　【夏季を除く平日運行】
平日のみ、一日1往復の運行。北行は、オポチノ - ノヴェー・ムニェスト間ノンストップとなる。
2020年末に運行を開始した。

### 普通（027号線）
- スタルコチ - ヴァーツラヴィツェ
1時間ヘッドで運行されている。上下とも、スタルコチで032号線のトルトノフ方面、ヴァーツラヴィツェで026号線のティーニシチェ方面およびナーホド方面普通に接続する。なお、一部はヴァーツラヴィツェ以北や032号線に直通する。

- (レトフラド/スタルコチ - ) ナーホド - メジムニェスチー ( - ブロウモフ)
一日あたり平日2往復（上記ドブルシカ発含む）、休日はスタルコチ発メジムニェスチー行の片道1本のみの運行。これらの区間では、本数の多い快速が事実上のローカル輸送を担っている。マレー・ポルジーチー、ヂェドフとも、一日1往復に限り停車する。
過去の運行形態
2017年以前は、一日あたり平日2往復、休日1往復の運行であった。また、ボフダシーンにも一部を除き停車していた。マレー・ポルジーチーには、フロノフ以南の区間運転列車を含め、一日2.5往復が停車していた。ヂェドフにも2往復が停車していた。ブロウモフへは、金曜日の南行週1本のみが乗り入れていた。
2018,19年は、平日2.5往復、休日片道1本の運行であった。
2020年度より、平日2往復、休日片道1本の運行となった。
2023年度より、ボフダシーン通過となった。
2024年度より、マレー・ポルジーチー、ヂェドフとも、停車列車が平日のみ一日1往復に削減された。また、ブロウモフへ金曜日1往復、土曜日北行1本が乗り入れる様になった。

- アドルシパフ - テプリツェ - メジムニェスチー - ヴロツワフ　【夏季の土曜・休日運行】
夏季の土曜・休日限定で、一日2往復の運行。テプリツェ - メジムニェスチー間ノンストップ。テプリツェ以南は047号線に、メジムニェスチー以北はポーランド国鉄M206号線に直通する。GW Train Regio社が運行する。
2021,22年度は春・夏の休日に一日3往復運行していた。2023年度は運行していなかった。

- アドルシパフ - テプリツェ - メジムニェスチー　【夏季運行】
夏季限定で、一日1往復の運行。春季も土曜・休日は運行する。テプリツェ - メジムニェスチー間ノンストップ。テプリツェ以南は047号線に直通する。
過去の運行形態
2022年度に、アドルシパフ - メジムニェスチー間で一日1往復の運行を開始した。
2023年度より、チェコ鉄道での運行となった。

- メジムニェスチー - ブロウモフ
早朝・深夜中心に、一日2.5往復（平日の場合）の運行。
2019年以前は、一日3.5往復運行していた。2020-22年度は一日2往復、2023-24年度は一日1.5往復の運行であった。

### 過去の運行種別
- 特急「リフリーク」
現在の快速「ドブロショフ」号が、2019以前に特急として運行していた。

## 駅一覧
以下では、チェコ国鉄026号線の駅と営業キロ、停車列車、接続路線などを一覧表で示す。

### 026号線（本線）
- 種別
  - Sp：快速
  - Os：普通
- 停車駅
  - ■印：全列車停車
  - ●印：一部通過
  - ○印：一部停車
  - ｜印：全列車通過

| 路線名 | 駅名                                     | 駅間営業キロ | 累計営業キロ     | 累計営業キロ              | Sp | Os | 接続路線                                                                             | 所在地                     | 所在地                           |
| ------ | ---------------------------------------- | ------------ | ---------------- | ------------------------- | -- | -- | ------------------------------------------------------------------------------------ | -------------------------- | -------------------------------- |
| 026    | ホツェニ駅                               | -            | ホツェニから 0.0 | メジムニェスチーから 90.8 | ■  | ■  | 010号線（ルハチョヴィツェ/ブルノ方面、プラハ方面） 018号線（ヴィソケー・ミート方面） | パルドゥビツェ州           | ウースチー・ナド・オルリツィー郡 |
| 026    | ウーイェズド・ウ・ホツニェ駅             | 6.1          | 6.1              | 84.7                      | ｜ | ●  |                                                                                      | パルドゥビツェ州           | ウースチー・ナド・オルリツィー郡 |
| 026    | プルフーフキ駅                           | 1.5          | 7.6              | 83.2                      | ｜ | ●  |                                                                                      | パルドゥビツェ州           | ウースチー・ナド・オルリツィー郡 |
| 026    | チェルムナー・ナド・オルリチー駅         | 3.4          | 11.0             | 79.8                      | ○  | ■  |                                                                                      | フラデツ・クラーロヴェー州 | リフノフ・ナド・クニェジノウ郡   |
| 026    | ボロフラーデク駅                         | 5.3          | 16.3             | 74.5                      | ■  | ■  |                                                                                      | フラデツ・クラーロヴェー州 | リフノフ・ナド・クニェジノウ郡   |
| 026    | ジヂャール・ナド・オルリチー駅           | 2.8          | 19.1             | 71.7                      | ｜ | ■  |                                                                                      | フラデツ・クラーロヴェー州 | リフノフ・ナド・クニェジノウ郡   |
| 026    | ティーニシチェ・ナド・オルリチー駅       | 4.5          | 23.6             | 67.2                      | ■  | ■  | 021号線（レトフラド方面、フラデツ方面）                                              | フラデツ・クラーロヴェー州 | リフノフ・ナド・クニェジノウ郡   |
| 026    | ボレホシチ駅                             | 8.0          | 31.6             | 59.2                      | ■  | ■  |                                                                                      | フラデツ・クラーロヴェー州 | リフノフ・ナド・クニェジノウ郡   |
| 026    | オチェリツェ駅                           | 3.2          | 34.8             | 56.0                      | ｜ | ■  |                                                                                      | フラデツ・クラーロヴェー州 | リフノフ・ナド・クニェジノウ郡   |
| 026    | オポチノ・ポド・オルリツキーミ・ホラミ駅 | 4.3          | 39.1             | 51.7                      | ■  | ■  | ドブルシカ方面                                                                       | フラデツ・クラーロヴェー州 | リフノフ・ナド・クニェジノウ郡   |
| 026    | ポホルジー駅                             | 1.6          | 40.7             | 50.1                      | ｜ | ●  |                                                                                      | フラデツ・クラーロヴェー州 | リフノフ・ナド・クニェジノウ郡   |
| 026    | ボフスラヴィツェ・ナド・メトゥイー停留所 | 2.4          | 43.1             | 47.7                      | ｜ | ●  |                                                                                      | フラデツ・クラーロヴェー州 | ナーホド郡                       |
| 026    | ボフスラヴィツェ・ナド・メトゥイー駅     | 2.2          | 45.3             | 45.5                      | ｜ | ●  |                                                                                      | フラデツ・クラーロヴェー州 | ナーホド郡                       |
| 026    | チェルンチツェ駅                         | 0.9          | 46.2             | 44.6                      | ｜ | ●  |                                                                                      | フラデツ・クラーロヴェー州 | ナーホド郡                       |
| 026    | ノヴェー・ムニェスト・ナド・メトゥイー駅 | 3.6          | 49.8             | 41.0                      | ■  | ■  |                                                                                      | フラデツ・クラーロヴェー州 | ナーホド郡                       |
| 026    | ヴルホヴィニ駅（休止中）                 |              | 51.8             | 39.0                      | ｜ | ｜ |                                                                                      | フラデツ・クラーロヴェー州 | ナーホド郡                       |
| 026    | ヴァーツラヴィツェ駅                     | 5.0          | 54.8             | 36.0                      | ■  | ■  | ブロウモフ方面、スタルコチ方面                                                       | フラデツ・クラーロヴェー州 | ナーホド郡                       |

### 026号線（支線）
| 路線名 | 駅名                                         | 駅間営業キロ | 累計営業キロ | 接続路線                   | 所在地                     | 所在地                         |
| ------ | -------------------------------------------- | ------------ | ------------ | -------------------------- | -------------------------- | ------------------------------ |
| 028    | ドブルシカ駅                                 | -            | 0.0          |                            | フラデツ・クラーロヴェー州 | リフノフ・ナド・クニェジノウ郡 |
| 028    | ドブルシカ・ポリツェ駅（2018年12月以降休止） |              | (2.5)        |                            | フラデツ・クラーロヴェー州 | リフノフ・ナド・クニェジノウ郡 |
| 028    | オポチノ・ポド・オルリツキーミ・ホラミ駅     | 5.4          | 5.4          | ナーホド方面、ホツェニ方面 | フラデツ・クラーロヴェー州 | リフノフ・ナド・クニェジノウ郡 |

### 027号線
- 種別
  - Sp：快速
  - Os：普通
- 停車駅
  - ■印：全列車停車
  - ●印：一部通過
  - ◑印：半数停車、半数通過。
  - ○印：一部停車
  - ｜印：全列車通過

| 路線名 | 駅名                                 | 駅間営業キロ | 累計営業キロ      | 累計営業キロ              | Sp | Os | 接続路線                                 | 所在地                     | 所在地     |
| ------ | ------------------------------------ | ------------ | ----------------- | ------------------------- | -- | -- | ---------------------------------------- | -------------------------- | ---------- |
| 027    | スタルコチ駅                         | -            |                   | メジムニェスチーから 33.3 | ■  | ■  | 032号線（プラハ方面、トルトノフ方面）    | フラデツ・クラーロヴェー州 | ナーホド郡 |
| 027    | ヴァーツラヴィツェ駅                 | 2.7          | ホツェニから 54.8 | 36.0                      | ●  | ■  | ティーニシチェ方面                       | フラデツ・クラーロヴェー州 | ナーホド郡 |
| 027    | ナーホド停留所                       | 3.6          | 58.4              | 32.4                      | ■  | ■  |                                          | フラデツ・クラーロヴェー州 | ナーホド郡 |
| 027    | ナーホド駅                           | 1.7          | 60.1              | 30.7                      | ■  | ■  |                                          | フラデツ・クラーロヴェー州 | ナーホド郡 |
| 027    | ナーホド・ビェロヴェス駅             | 1.9          | 62.0              | 28.8                      | ■  | ■  |                                          | フラデツ・クラーロヴェー州 | ナーホド郡 |
| 027    | ナーホド・マレー・ポルジーチー駅     | 1.8          | 63.8              | 27.0                      | ｜ | ○  |                                          | フラデツ・クラーロヴェー州 | ナーホド郡 |
| 027    | ヴェルケー・ポルジーチー駅           | 2.5          | 66.3              | 24.5                      | ■  | ■  |                                          | フラデツ・クラーロヴェー州 | ナーホド郡 |
| 027    | フロノフ駅                           | 1.1          | 67.4              | 23.4                      | ■  | ■  |                                          | フラデツ・クラーロヴェー州 | ナーホド郡 |
| 027    | フロノフ停留所                       | 2.1          | 69.5              | 21.3                      | ◑  | ●  |                                          | フラデツ・クラーロヴェー州 | ナーホド郡 |
| 027    | ポリツェ・ナド・メトゥイー駅         | 3.4          | 72.9              | 17.9                      | ■  | ■  |                                          | フラデツ・クラーロヴェー州 | ナーホド郡 |
| 027    | ジヂャール・ナド・メトゥイー駅       | 2.8          | 75.7              | 15.1                      | ■  | ■  |                                          | フラデツ・クラーロヴェー州 | ナーホド郡 |
| 027    | チェスカー・メトゥイェ駅             | 2.6          | 78.3              | 12.5                      | ◑  | ●  |                                          | フラデツ・クラーロヴェー州 | ナーホド郡 |
| 027    | ヂェドフ駅                           | 1.1          | 79.4              | 11.4                      | ○  | ○  |                                          | フラデツ・クラーロヴェー州 | ナーホド郡 |
| 027    | テプリツェ・ナド・メトゥイー駅       | 3.0          | 82.4              | 8.4                       | ■  | ■  | 047号線（トルトノフ方面）                | フラデツ・クラーロヴェー州 | ナーホド郡 |
| 027    | ボフダシーン駅 (休止中 *1)           |              | (85.5)            |                           | ｜ | ｜ |                                          | フラデツ・クラーロヴェー州 | ナーホド郡 |
| 027    | ブルジェゾヴァー・ウ・ブロウモヴァ駅 | 5.1          | 87.5              | 3.3                       | ◑  | ●  |                                          | フラデツ・クラーロヴェー州 | ナーホド郡 |
| 027    | メジムニェスチー駅                   | 3.3          | 90.8              | 0.0                       | ■  | ■  | ポーランド国鉄M206号線（ヴロツワフ方面） | フラデツ・クラーロヴェー州 | ナーホド郡 |
| 027    | ルプレフチツェ駅                     | 1.8          | 92.6              | 1.8                       | ■  | ■  |                                          | フラデツ・クラーロヴェー州 | ナーホド郡 |
| 027    | ヒンチツェ駅                         | 1.5          | 94.1              | 3.3                       | ■  | ■  |                                          | フラデツ・クラーロヴェー州 | ナーホド郡 |
| 027    | ブロウモフ・オリヴェチーン駅         | 3.6          | 97.7              | 6.9                       | ■  | ■  |                                          | フラデツ・クラーロヴェー州 | ナーホド郡 |
| 027    | ブロウモフ駅                         | 3.1          | 100.8             | 10.0                      | ■  | ■  |                                          | フラデツ・クラーロヴェー州 | ナーホド郡 |
| 027    | オトヴィツェ駅                       | 3.5          | 104.3             | 13.5                      |    |    |                                          | フラデツ・クラーロヴェー州 | ナーホド郡 |
| 027    | オトヴィツェ停留所                   | 1.2          | 105.5             | 14.7                      |    |    |                                          | フラデツ・クラーロヴェー州 | ナーホド郡 |

(*1): 2022年度以前は列車が停車していた。